# Amy Dowden
Amy Dowden (Caerphilly, Gales, 10 de agosto de 1990) es una bailarina de salón y coreógrafa galesa, más conocida por ser una de las bailarinas profesionales en el programa de baile Strictly Come Dancing de BBC One. Dowden y su pareja Ben Jones son excampeones nacionales británicos de baile latino.

## Primeros años
Dowden nació en Caerphilly, Gales, y comenzó a bailar a los ocho años. Tiene una hermana gemela y un hermano mayor.

## Carrera

### Principios de carrera
La primera pareja de baile profesional de Dowden en las competencias de bailes de salón fue Gino Gabriela, desde 2002 a 2008. Luego bailó con Tom Parkes de 2008 a 2011. Finalmente bailó con Benjamin Jones desde 2011. Junto a Jones, se proclamó campeona del Abierto Británico de Baile Latino en 2017, y la pareja fue la primera totalmente británica en ganar el campeonato en más de 30 años. Otros de sus éxitos han sido proclamarse campeona de la Federación Británica de Baile, campeona del Cerrado de Inglaterra y campeona del Abierto y Cerrado de Gales. Dowden también ha sido cuatro veces finalista nacional británica y semifinalista del Campeonato Mundial, y sigue siendo una de las bailarinas profesionales de bailes de salón y latinos mejor clasificadas del Reino Unido.

### Strictly Come Dancing
En 2017, Dowden ingresó como bailarina profesional en Strictly Come Dancing desde la decimoquinta temporada, siendo la primera bailarina profesional galesa en participar en el programa; tuvo como primera pareja al comediante Brian Conley, terminando ambos en el duodécimo puesto al ser eliminados en la quinta semana de competencia. Para la decimosexta temporada fue emparejada al actor Danny John-Jules, siendo ambos la séptima pareja eliminada y quedando en el noveno puesto. Al año siguiente tuvo como pareja para la decimoséptima temporada al presentador y actor Karim Zeroual, logrando llegar hasta la final de la competencia y finalizando en el segundo puesto, detrás de los ganadores Kelvin Fletcher y Oti Mabuse. Formó pareja con el presentador JJ Chalmers en la decimoctava temporada, ubicándose en el sexto puesto al ser eliminados en la séptima semana.
Su pareja para la decimonovena temporada fue el cantante de McFly, Tom Fletcher, con quien llegó hasta la novena semana y quedó en el séptimo puesto. Después fue emparejada con el actor James Bye para la vigésima temporada, llegando a la sexta semana y posicionándose en el undécimo puesto. En 2023, fue anunciada en un principio como una de las bailarinas principales de la vigesimoprimera temporada; sin embargo, debido a que fue diagnosticada con cáncer de mama, tuvo que dejar el programa debido a que se estaba sometiendo a quimioterapia. Regreso al año siguiente para la vigesimosegunda temporada, donde fue asociada con el cantante de JLS, JB Gill, pero a causa de que sufrió un colapsó detrás del escenario después del programa principal de la sexta semana, se informó que la bailarina profesional Lauren Oakley ocuparía su lugar durante su ausencia del programa, confirmándose finalmente su retiro de la temporada debido a una lesión, con Oakley reemplazándola por el resto de la competencia.
Dowden también formó parte de varios especiales del programa. Entre sus participaciones estuvieron los especiales de Navidad de 2017 con el vallista olímpico Colin Jackson y de 2022 con el presentador George Webster. También participó en el especial de Children in Need de 2017 con el presentador Mark Curry, con quien ganó, y el especial de The Weakest Link de 2022.
| Temporada | Pareja           | Puesto | Promedio |
| --------- | ---------------- | ------ | -------- |
| 15        | Brian Conley     | 12.º   | 19.80    |
| 16        | Danny John-Jules | 9.º    | 28.25    |
| 17        | Karim Zeroual    | 2.º    | 35.69    |
| 18        | JJ Chalmers      | 6.º    | 28.00    |
| 19        | Tom Fletcher     | 7.º    | 30.50    |
| 20        | James Bye        | 11.º   | 25.50    |
| 22        | JB Gill          | —      | 30.33    |

- Temporada 15 con Brian Conley

| Semana | Baile / Canción                                | Puntajes de los jueces | Puntajes de los jueces | Puntajes de los jueces | Puntajes de los jueces | Resultado       |
| Semana | Baile / Canción                                | C. R.                  | D. B.                  | S. B.                  | B. T.                  | Resultado       |
| ------ | ---------------------------------------------- | ---------------------- | ---------------------- | ---------------------- | ---------------------- | --------------- |
| 1      | Tango / «Temptation»                           | 3                      | 4                      | 4                      | 5                      | Sin eliminación |
| 2      | Chachachá / «Shake Your Groove Thing»          | 3                      | 5                      | 5                      | 6                      | Dos últimos     |
| 3      | American smooth / «If I Only Had a Brain»      | 5                      | 5                      | 6                      | 6                      | Salvados        |
| 4      | Pasodoble / «I Believe in a Thing Called Love» | 4                      | 6                      | 6                      | 5                      | Salvados        |
| 5      | Jive / «It's Not Unusual»                      | 4                      | 6                      | 6                      | —                      | Eliminados      |

- Temporada 16 con Danny John-Jules

| Semana                                                                  | Baile / Canción                       | Puntajes de los jueces | Puntajes de los jueces | Puntajes de los jueces | Puntajes de los jueces | Resultado       |
| Semana                                                                  | Baile / Canción                       | C. R.                  | D. B.                  | S. B.                  | B. T.                  | Resultado       |
| ----------------------------------------------------------------------- | ------------------------------------- | ---------------------- | ---------------------- | ---------------------- | ---------------------- | --------------- |
| 1                                                                       | Foxtrot / «Top Cat Theme»             | 6                      | 7                      | 7                      | 7                      | Sin eliminación |
| 2                                                                       | Chachachá / «Beggin'»                 | 7                      | 7                      | 7                      | 7                      | Salvados        |
| 3                                                                       | Pasodoble / «The Greatest Show»       | 6                      | 7                      | 7                      | 8                      | Salvados        |
| 4                                                                       | Vals vienés / «I've Gotta Be Me»      | 6                      | 7                      | 7                      | 7                      | Salvados        |
| 5                                                                       | Jive / «Flip, Flop and Fly»           | 9                      | 10                     | 9                      | 91                     | Salvados        |
| 6                                                                       | American smooth / «Spirit in the Sky» | 6                      | 8                      | 7                      | 9                      | Salvados        |
| 7                                                                       | Quickstep / «Freedom»                 | 4                      | 6                      | 5                      | 7                      | Salvados        |
| 8                                                                       | Samba / «Feels Like Home»             | 6                      | 7                      | 7                      | 7                      | Eliminados      |
| 1Puntaje dado por el juez invitado Alfonso Ribeiro en lugar de Tonioli. |                                       |                        |                        |                        |                        |                 |

- Temporada 17 con Karim Zeroual

| Semana                                                                  | Baile / Canción                              | Puntajes de los jueces | Puntajes de los jueces | Puntajes de los jueces | Puntajes de los jueces | Resultado       |
| Semana                                                                  | Baile / Canción                              | C. R.                  | M. M.                  | S. B.                  | B. T.                  | Resultado       |
| ----------------------------------------------------------------------- | -------------------------------------------- | ---------------------- | ---------------------- | ---------------------- | ---------------------- | --------------- |
| 1                                                                       | Chachachá / «If I Can't Have You»            | 8                      | 8                      | 7                      | 8                      | Sin eliminación |
| 2                                                                       | Foxtrot / «The Way You Look Tonight»         | 8                      | 8                      | 8                      | 8                      | Salvados        |
| 3                                                                       | Samba / «Kung Fu Fighting»                   | 6                      | 7                      | 6                      | 7                      | Salvados        |
| 4                                                                       | Tango / «Paradise»                           | 9                      | 10                     | 9                      | 10                     | Salvados        |
| 5                                                                       | Salsa / «Who Let the Dogs Out?»              | 8                      | 10                     | 9                      | 91                     | Salvados        |
| 6                                                                       | Pasodoble / «Smalltown Boy»                  | 7                      | 7                      | 7                      | 8                      | Salvados        |
| 7                                                                       | Quickstep / «Mr. Pinstripe Suit»             | 9                      | 10                     | 10                     | 10                     | Salvados        |
| 8                                                                       | Vals vienés / «Give Me Love»                 | 6                      | 8                      | 8                      | 8                      | Salvados        |
| 9                                                                       | Charlestón / «Happy»                         | 9                      | 10                     | 10                     | 10                     | Salvados        |
| 10                                                                      | Contemporáneo / «Drops of Jupiter (Tell Me)» | 9                      | 9                      | 10                     | 10                     | Dos últimos     |
| 11                                                                      | Jive / «You Can't Stop the Beat»             | 10                     | 10                     | 10                     | 10                     | Salvados        |
| 12 (Semifinal)                                                          | Tango argentino / «Libertango»               | 8                      | 10                     | 9                      | 9                      | Dos últimos     |
| 12 (Semifinal)                                                          | American smooth / «Sweet Caroline»           | 9                      | 10                     | 9                      | 10                     | Dos últimos     |
| 13 (Final)                                                              | Quickstep / «Mr. Pinstripe Suit»             | 10                     | 10                     | 10                     | 10                     | Segundo puesto  |
| 13 (Final)                                                              | Showdance / «A Million Dreams»               | 9                      | 10                     | 10                     | 10                     | Segundo puesto  |
| 13 (Final)                                                              | Jive / «You Can't Stop the Beat»             | 10                     | 10                     | 10                     | 10                     | Segundo puesto  |
| 1Puntaje dado por el juez invitado Alfonso Ribeiro en lugar de Tonioli. |                                              |                        |                        |                        |                        |                 |

- Temporada 18 con JJ Chalmers

| Semana                                                               | Baile / Canción                               | Puntajes de los jueces | Puntajes de los jueces | Puntajes de los jueces | Resultado       |
| Semana                                                               | Baile / Canción                               | C. R.                  | S. B.                  | M. M.                  | Resultado       |
| -------------------------------------------------------------------- | --------------------------------------------- | ---------------------- | ---------------------- | ---------------------- | --------------- |
| 1                                                                    | Vals / «What a Wonderful World»               | 6                      | 6                      | 7                      | Sin eliminación |
| 2                                                                    | Pasodoble / «Believer»                        | 5                      | 6                      | 6                      | Salvados        |
| 3                                                                    | Foxtrot / «Raindrops Keep Fallin' on My Head» | 8                      | 8                      | 8                      | Salvados        |
| 4                                                                    | Jive / «Boogie Woogie Bugle Boy»              | 4                      | 6                      | 71                     | Salvados        |
| 5                                                                    | Quickstep / «For Once in My Life»             | 7                      | 9                      | 91                     | Salvados        |
| 6                                                                    | Vals vienés / «Rescue»                        | 8                      | 9                      | 8                      | Salvados        |
| 7                                                                    | Charlestón / «Chitty Chitty Bang Bang»        | 6                      | 7                      | 7                      | Eliminados      |
| 1Puntaje dado por el juez invitado Anton du Beke en lugar de Mabuse. |                                               |                        |                        |                        |                 |

- Temporada 19 con Tom Fletcher

| Semana | Baile / Canción                | Puntajes de los jueces | Puntajes de los jueces | Puntajes de los jueces | Puntajes de los jueces | Resultado       |
| Semana | Baile / Canción                | C. R.                  | M. M.                  | S. B.                  | A. D.                  | Resultado       |
| --- | ------------------------------ | ---------------------- | ---------------------- | ---------------------- | ---------------------- | --------------- |
| 1 | Chachachá / «September»        | 4                      | 7                      | 5                      | 5                      | Sin eliminación |
| 2 | Vals vienés / —                | —                      | —                      | —                      | —                      | Exención1       |
| 3 | Jive / «Johnny B. Goode»       | 8                      | 8                      | 8                      | 8                      | Salvados        |
| 4 | Foxtrot / «Fly Me to the Moon» | 7                      | 8                      | 7                      | 7                      | Salvados        |
| 5 | Salsa / «Watermelon Sugar»     | 8                      | 9                      | 9                      | 8                      | Salvados        |
| 6 | Tango / «Highway to Hell»      | 7                      | 8                      | 7                      | 7                      | Salvados        |
| 7 | Pasodoble / «Amparito Roca»    | 9                      | 10                     | 10                     | 9                      | Salvados        |
| 8 | Vals vienés / «Iris»           | 7                      | 8                      | 7                      | 8                      | Salvados        |
| 9 | Contemporáneo / «On My Own»    | 72                     | 8                      | 8                      | 8                      | Eliminados      |
| 1Debido a que ambos se contagiaron de COVID-19, se le dio a la pareja una exención. 2Puntaje dado por la juez invitada Cynthia Erivo en lugar de Revel Horwood. |                                |                        |                        |                        |                        |                 |

- Temporada 20 con James Bye

| Semana | Baile / Canción                   | Puntajes de los jueces | Puntajes de los jueces | Puntajes de los jueces | Puntajes de los jueces | Resultado       |
| Semana | Baile / Canción                   | C. R.                  | M. M.                  | S. B.                  | A. D.                  | Resultado       |
| ------ | --------------------------------- | ---------------------- | ---------------------- | ---------------------- | ---------------------- | --------------- |
| 1      | Jive / «What I Like About You»    | 6                      | 5                      | 5                      | 6                      | Sin eliminación |
| 2      | Tango / «Bad Habits»              | 5                      | 6                      | 6                      | 7                      | Salvados        |
| 3      | Chachachá / «Hooked on a Feeling» | 4                      | 6                      | 6                      | 6                      | Salvados        |
| 4      | Quickstep / «Don't Get Me Wrong»  | 8                      | 8                      | 8                      | 8                      | Salvados        |
| 5      | Foxtrot / «Julia's Theme»         | 6                      | 7                      | 6                      | 7                      | Salvados        |
| 6      | Charlestón / «Bumble Bee»         | 6                      | 7                      | 7                      | 7                      | Eliminados      |

- Temporada 22 con JB Gill

| Semana | Baile / Canción                      | Puntajes de los jueces | Puntajes de los jueces | Puntajes de los jueces | Puntajes de los jueces | Resultado       |
| Semana | Baile / Canción                      | C. R.                  | M. M.                  | S. B.                  | A. D.                  | Resultado       |
| ------ | ------------------------------------ | ---------------------- | ---------------------- | ---------------------- | ---------------------- | --------------- |
| 1      | Vals / «When I Need You»             | 7                      | 8                      | 8                      | 8                      | Sin eliminación |
| 2      | Chachachá / «Closer»                 | 7                      | 7                      | 6                      | 7                      | Salvados        |
| 3      | American smooth / «Pure Imagination» | 7                      | 8                      | 8                      | 9                      | Salvados        |
| 4      | Rumba / «You Might Need Somebody»    | 7                      | 8                      | 7                      | 8                      | Salvados        |
| 5      | Jive / «Hey Ya!»                     | 7                      | 8                      | 7                      | 8                      | Dos últimos     |
| 6      | Foxtrot / «Dancing in the Moonlight» | 7                      | 9                      | 8                      | 8                      | Salvados        |

### Otros proyectos
En 2019, Dowden encabezó su propia gira, Here Come The Girls, con sus compañeras bailarinas profesionales Dianne Buswell y Chloe Hewitt.
Dowden también ha participado en la gira Strictly Come Dancing Live! desde 2018. En 2020, bailó con una celebridad por primera vez en una gira, su pareja de baile de 2019 Karim Zeroual.
En septiembre de 2024, Dowden anunció su aparición en el Dancing With The Stars Weekend de 2025 en el Celtic Manor Resort de Newport.

## Vida personal
Dowden está casada con Ben Jones, su pareja de baile profesional, y juntos dirigen la escuela de danza Art in Motion en Cradley Heath, Tierras Medias Occidentales.
Padece la enfermedad de Crohn desde que era niña. En mayo de 2019, habló sobre el impacto que la condición ha tenido en su carrera como bailarina profesional. En octubre de 2020, la BBC emitió un documental sobre las experiencias de Dowden al vivir con la enfermedad. El documental ganó un premio BAFTA Cymru.
En mayo de 2023, Dowden anunció que le habían diagnosticado un cáncer de mama de grado III. Se sometió a una mastectomía. En julio de ese año, reveló que había recibido un segundo diagnóstico de «otro tipo de cáncer», por lo que necesitó quimioterapia y no pudo participar en la reciente temporada de Strictly Come Dancing ese mismo año. En agosto de 2023, anunció que había contraído septicemia tras finalizar su primera ronda de quimioterapia. En noviembre de 2023, reveló que se había roto un pie y que, por lo tanto, no volvería a participar en la temporada de Strictly de ese año, después de haber hecho un cameo al principio de la temporada, sin su peluca. Un mes más tarde, fue hospitalizada por un coágulo de sangre en el pulmón, que fue descrito como un efecto secundario de su cáncer. En febrero de 2024 informó de que su último chequeo no mostraba «ningún signo de la enfermedad», aunque no obtendría el «visto bueno» hasta dentro de cinco años, y dijo que estaba deseando bailar en la próxima temporada de Strictly Come Dancing. En agosto de 2024, sin embargo, reveló que las pruebas habían mostrado anomalías en su pecho tras una revisión rutinaria.
Dowden fue nombrada Miembro de la Orden del Imperio Británico en los honores del cumpleaños de 2024 por sus servicios de recaudación de fondos y concienciación sobre la enfermedad inflamatoria intestinal.